# Berlin
 For alternative betydninger, se Berlin (flertydig). (Se også artikler, som begynder med Berlin)
Berlin (Tysk  Berlin ? [bɛʁˈliːn]) er hovedstaden i Tyskland og hjemsted for den tyske regering og parlament. Tillige er Berlin en af Tysklands 16 delstater. Delstaten og byen Berlin er helt omgivet af delstaten Brandenburg og ligger ved floden Spree i det østlige Tyskland. Pr. 31. december 2024 havde byen 3.685.265 indbyggere.
Berlin har været hovedstad for kurfyrstendømmet Brandenburg, for kongeriget Preussen (1701-1918), for det Tyske kejserrige (1871-1918), for Weimarrepublikken (1919-1933), for Nazi-Tyskland (1933-1945) og for DDR (1949-1990 kun den østlige del). Siden genforeningen den 3. oktober 1990 er Berlin igen hele Tysklands hovedstad, men bybilledet er stadig præget væsentligt af de 47 år, hvor Berlins østlige og vestlige del udviklede sig uafhængigt af hinanden.
Berlin har i løbet af sin meget omskiftelige status og tilværelse spillet en stor rolle i mange verdenshistoriske begivenheder og er efter genforeningen igen blevet et af de vigtigste kulturelle og politiske centre i Europa. Udover at være et centralt og vigtigt trafikknudepunkt har byen også utallige verdensberømte kulturelle institutioner og førsteklasses forskningscentre og universiteter. Byen er et af de mest besøgte turistmål i Europa.

## Historie

### Oprindelse
Navnet Berlin er af uklar oprindelse, men hævdes at stamme fra et gammelt uddødt slavisk sprog, vendisk, hvor ordet "Berlin" skulle betyde "sump". De første beretninger om byer i området stammer fra det 12. og 13. århundrede, hvor den nuværende Berlin-forstad Spandau i 1197 nævntes. I 1209 nævntes Köpenick, i 1237 Cölln og i 1244 nævntes for første gang Berlin. Disse to vendiske landsbyer, Berlin og Cölln, skulle i løbet af middelalderen smelte sammen til én by.

### Huset Hohenzollern kommer til
I 1415 blev huset Hohenzollern givet markgrevskabet over kurfyrstendømmet Brandenburg, hvori Berlin lå centralt placeret. Denne status skulle huset beholde til slutningen af 1. verdenskrig, først som markgrever, senere som konger af Preussen og til sidst som kejsere af Tyskland. I 1451 blev Berlin gjort til Hohenzollernes residensby, hvormed Berlins daværende status som fri hansestad ophørte. Berlin blev nu hovedbyen i kurfyrstendømmet Brandenburg, men levede alligevel i middelalderen en forholdsvis ubetydelig tilværelse i det nordøstlige Tyskland, der dengang udgjorde periferien af det tysk-romerske rige.
Trediveårskrigen havde ligesom for resten af Tyskland også fatale følger for Berlin. Omkring en tredjedel af husene i byen blev ødelagt og befolkningstallet halveret. I 1640 efterfulgte Friedrich Wilhelm, også kaldet den store kurfyrste, sin far som kurfyrste, og dette skulle vise sig at blive startskuddet for Brandenburg og Berlins rivende udvikling. Kurfyrst Friedrich Wilhelm startede en meget tolerant indvandringspolitik, og mens kristne udbrydergrupper blev udsat for stadig stigende forfølgelse i andre lande, så udviste kurfyrst Friedrich Wilhelm religiøs tolerance. Ediktet fra Potsdam 1685 var for eksempel en invitation til de franske huguenotter, der i tusindtal strømmede til Berlin, hvor deres evner og talenter var med til at udvikle byen. Omkring 1700 var ca. 20 procent af Berlins indbyggere franske, dertil kom mange protestantiske tyskere fordrevet fra Polen, Bøhmen og Østrig.
I 1688 kom Frederik I til som kurfyrste, og med hans kroning som konge i Preussen i 1701 blev Berlin nu hovedstad i det voksende kongedømme Preussen. Hans søn og efterfølger, Frederik Vilhelm I, der var konge fra 1713-1740, satsede frem for alt på at konsolidere Preussens magtbase. Dette gjorde han ved at opbygge en imponerende hær for et så forholdsvis lille europæisk land. Måske som konsekvens af dette, blev Preussen aldrig angrebet, og Frederik Vilhelm I's tilnavn som "soldaterkongen" dækker over det faktum, at han faktisk aldrig rigtig var i krig.
Frederik II, også kendt som Frederik den Store, blev i 1740 konge i Preussen. Under hans regeringstid voksede Preussens betydning og dermed også Berlins størrelse. Efter syvårskrigen, hvor Frederik II havde været uhyre tæt på totalt nederlag, etablerede Preussen sig som den femte stormagt i Europa. Det habsburgske rige (Østrig) havde nu ikke eneret på stormagtstatus i det tysk-romerske rige. Frederik den Store gjorde byen Berlin til et intellektuelt kraftcenter i det nordtyske område, og med sin meget oplysningsprægede tankegang formåede han at tiltrække mange store tænkere. Voltaire havde blandt andet sin gang der et stykke tid.

### Det 19. århundrede – Industrialisering
Med det tyske riges sammenbrud i 1806, og Napoleons endegyldige nederlag nogle år senere, kunne Preussen indtage en stadigt stærkere position i Tyskland, hvor de mange nordtyske småstater nu lænede sig op ad Preussen for beskyttelse. Det nordtyske forbund konsoliderede Preussens magt. Berlin voksede dermed i størrelse og betydning. Efter i 1866 at have slået den største konkurrent i det tyske område, Østrig, kunne Preussen med sejren over Frankrig i 1871 samle Tyskland under preussisk ledelse. Berlin blev nu hovedstad for det andet tyske rige, og Hohenzollern-slægten blev kejsere. Industrialiseringen fik samtidig Berlin til at vokse dramatisk og gjorde byen til Tysklands økonomiske centrum. Berlin blev i sidste tredjedel af det 19. århundrede oversået med monumentale bygninger og flere mindesmærker, heriblandt den imponerende Siegessäule til minde om sejrene over Danmark i 1864, Østrig i 1866 og Frankrig i 1871. Stilen var typisk nyklassicistisk for perioden, der også gik under navnet "Gründerzeit".

### Det 20. århundrede
1918-1945
I 1918 udråbtes Weimarrepublikken i den tyske hovedstad. I løbet af 20'erne blev stadigt flere forstæder indlemmet i Berlin. Den seneste officielle udvidelse af bygrænsen fandt sted i år 1920, og Berlin var nu en af verdens største byer med omkring 4 millioner indbyggere. Ligesom Paris inkluderer Boulogneskoven og Vincennesskoven ville man også i Berlin tilføre to større parkområder både øst og vest om selve byen der skulle inkluderes i selve det officielle byområde. Det blev til Grünewald i sydvest og Berliner Stadtforst i sydøst.
Byen var i 20'erne kendt for at rumme et utroligt spændende og frit kulturmiljø, hvor mange grænser, bl.a. seksuelle, blev afprøvet.
I 1933 kom Adolf Hitler og NSDAP til magten og satte en stopper for denne udvikling. Folketinget, der Reichstag sattes i brand i marts 1933, og nazisterne lod bygningen stå tom som en ruin. Nazisterne gjorde hurtigt livet utåleligt for det store og for byen meget vigtige jødiske mindretal på 170.000 indbyggere. Alligevel opnåede Berlin sin største befolkning i 1940, da byen talte 5 millioner indbyggere. Under 2. verdenskrig blev Berlin udsat for over 250 flyvebombardementer af forskellige størrelser under årene 1942-1945, heraf 16 gange med såkaldte "Thousand-plane bombings". Hele kvarterer blev smadret, og mange indbyggere døde i bomberegnen.
I de sidste dage af krigen under Slaget om Berlin blev byen en blodig kampplads mellem tyske og sovjetiske soldater, indtil de tyske styrker i byen kapitulerede den 2. maj 1945. Dog opgjordes det i sommeren 1945, at ca. 1/3 af Berlins boliger stadig var uskadte. De sydvestlige dele havde klaret sig forholdsvis godt, men enkelte bygninger i Berlin-Mitte som fx Görings luftfartsdepartement og luksushotellet Hotel Adlon var mirakuløst uskadte i maj 1945. (Hotel Adlon brændte dog i tresserne, men blev senere genopbygget).
Kold krig og Berlins deling
Efter krigen blev Berlin delt op i fire sektorer, en britisk, fransk, amerikansk og sovjetisk sektor. Det var meningen, at byen skulle regeres gennem samarbejde, men den stigende antagonisme mellem øst og vest fik byen til at gå midt over i en af Sovjetunionen kontrolleret østlig og en af de allierede administreret vestlig del, hvor vidt forskellige forhold herskede. Som en konsekvens af dette forhold forsøgte Sovjetunionen at tiltvinge sig magten over også den vestlige del af byen med en blokade af Berlin i 1948, der dog mislykkedes takket være en luftbro. Utilfredsheden med det sovjetiske styre i Østberlin udløste den 17. juni 1953 en større opstand, der blev slået blodigt ned. Strasse des 17. Juni i midten af byen er opkaldt efter dette oprør.
Den østlige del af byen, Østberlin, blev hovedstad i det i 1949 oprettede DDR, mens Vestberlin blev en vesttysk enklave midt i et østblokland, og dermed et udstillingsvindue for vestlig demokrati og fri markedsøkonomi. Berlin var dermed et vitalt centrum i den kolde krig.
Berlin var det eneste sted, hvor østtyskere uden problemer kunne komme til Vesttyskland, og som en konsekvens af alarmerende høje flygtningetal fra øst til vest forsøgte DDR's ledelse under Walther Ulbricht med held at dæmme op for denne strøm ved at bygge en mur gennem Berlin. Den 13. august 1961 blev Berlin skåret over i to dele. Berlins befolkning blev med et adskilt i en østlig og vestlig del. Som svar på bygningen af muren holdt USA's præsident John F. Kennedy i 1963 sin berømte Ich bin ein Berliner-tale foran Vestberlins rådhus, Rathaus Schöneberg. Muren, som om noget kom til at symbolisere jerntæppet og delingen af Europa, blev bevogtet med minefelter, pigtråd og soldater frem til 1989, da det socialistiske regime mistede kontrollen over landet. Flere hundrede mennesker blev dræbt under flugtforsøg over muren i løbet af den kolde krig.
Murens fald
I 1989 blev grænseposterne åbnet for østtyskerne efter stort og vedvarende pres for reformer fra den østtyske befolkning. De næste dage gik Berlins befolkning ud på gaderne til spontan folkefest. I løbet af en nat blev muren overflødiggjort, med den tyske genforening den 3. oktober 1990 blev muren endelig officielt ligegyldig, og Berlins to adskilte bydele kunne samles igen. I dag er der ikke meget tilbage af den, kun få steder kan man se resterne af den.
I den såkaldte hovedstadsbeslutning afgjorde Forbundsdagen den 20. juni 1991, at Berlin skulle være den nye hovedstad i det genforenede Tyskland, hvilket trådte i kraft i 1999. Regeringen og mange af de vigtige ministerier flyttede fra Bonn til Berlin i 1999, og byen fremstår igen som et af Europas vigtigste politiske og kulturelle centre.

## Politik

### Som hovedstad
Tysk politik på nationalt niveau finder hovedsageligt sted i regeringskvarteret beliggende lidt nord for Tiergarten og lige i nærheden af Brandenburger Tor. Her finder man det tyske parlament, Bundestag, det tyske forbundsråd, Bundesrat, kanslerens regeringsbygning, Bundeskanzleramt, og mange andre vigtige institutioner og ministerier. Dog har nogle ministerier stadig til huse i den tidligere vesttyske hovedstad Bonn.
Det første parlament i den nye genforenede tyske stat besluttede i 1991 med Hauptstadtbeschluss efter meget lang debat og med stemmerne 338 for og 320 imod at flytte den tyske hovedstad fra Bonn i vest til Berlin. Flytningen blev gennemført i 1999.

### Som delstat
Siden den 3. oktober 1990, den officielle genforeningsdag, har Berlin været en af Tysklands 16 delstater. Den er ligesom Hamburg og Bremen en såkaldt "bydelstat".
Berlins lovgivende forsamling, Berlins parlament, kaldes Abgeordnetenhaus von Berlin. Det har 159 pladser (valgperiode 2023-2026) og har til huse i das Rote Rathaus på Alexanderplatz.
Berlins regering kaldes senatet og består af otte senatorer. Lederen for senatet kaldes regerende borgmester, som i denne funktion repræsenterer både byen og delstaten. Kai Wegner (CDU) er den nuværende regerende borgmester (2023). Berlin har næsten altid været domineret af socialdemokrater.
Berlin er én kommune, og byens distrikter er således ikke kommuner. De er derfor i høj grad afhængige af senatet og senatsforvaltningen. Hvert distrikt har dog egen borgerrepræsentation (tysk: Bezirksverordnetenversammlung), som er valgt af distriktets borgere. Der vælges 55 medlemmer af distriktets råd, hvoraf en bliver distriktsborgmester. De 12 distriktsborgmestre udgør tilsammen et råd, der kan rådgive delstatsparlamentet.
Delstaten Berlin har i dag 4 pladser ud af 69 i det tyske Forbundsråd.

### Regerende borgmestre i Berlin
Borgmesterposten i Vestberlin var især under den kolde krig en meget afgørende post. Eksempelvis kunne Willy Brandt ved hjælp af borgmesterposten og sin fremtrædende rolle under John F. Kennedys besøg i Berlin 1963 promovere sig selv og dermed bane vejen til valget som forbundskansler i Vesttyskland.
Regerende borgmestre i Vestberlin 1948 til 1991
- Ernst Reuter (SPD) (7. december 1948 − 29. september 1953)
- Walther Schreiber (CDU) (22. oktober 1953 − 11. januar 1955)
- Otto Suhr (SPD) (11. januar 1955 − 30. august 1957)
- Franz Amrehn (CDU) (30. august 1957 − 3. oktober 1957) som kommissær
- Willy Brandt (SPD) (3. oktober 1957 − 1. december 1966)
- Heinrich Albertz (SPD) (1. december 1966 − 19. oktober 1967)
- Klaus Schütz (SPD) (19. oktober 1967 − 2. maj 1977)
- Dietrich Stobbe (SPD) (2. maj 1977 − 23. januar 1981)
- Hans-Jochen Vogel (SPD) (23. januar 1981 − 11. juni 1981)
- Richard von Weizsäcker (CDU) (11. juni 1981 − 9. februar 1984)
- Eberhard Diepgen (CDU) (9. februar 1984 − 16. marts 1989)
- Walter Momper (SPD) (16. marts 1989 − 24. januar 1991)

Regerende borgmester i den samlede by Berlin fra 1991
- Eberhard Diepgen (CDU) (24. januar 1991 − 16. juni 2001)
- Klaus Wowereit (SPD) (16. juni 2001 − 11. december 2014)
- Michael Müller (SPD) (11. december 2014 – 21. december 2021)
- Franziska Giffey (SPD) (21. december 2021 - 27. april 2023)
- Kai Wegner (CDU) (27. april 2023 - )

### Venskabsbyer
| USA      | Los Angeles, USA (1967)  | Ungarn     | Budapest, Ungarn (1991)     | Japan          | Tokyo, Japan (1994)            |
| Frankrig | Paris, Frankrig (1987)   | Belgien    | Bruxelles, Belgien (1992)   | Argentina      | Buenos Aires, Argentina (1995) |
| Spanien  | Madrid, Spanien (1988)   | Indonesien | Jakarta, Indonesien (1993)  | Tjekkiet       | Prag, Tjekkiet (1995)          |
| Tyrkiet  | Istanbul, Tyrkiet (1988) | Usbekistan | Tasjkent, Usbekistan (1993) | Namibia        | Windhoek, Namibia (2000)       |
| Rusland  | Moskva, Rusland (1990)   | Mexico     | Mexico City, Mexico (1993)  | Storbritannien | London, Storbritannien (2000)  |
| Polen    | Warszawa, Polen (1991)   | Kina       | Beijing, Kina (1994)        | Ukraine        | Kyiv, Ukraine (2023)           |

### Byvåben og flag
Berlins våben er en oprejst sort bjørn. Våbnets herkomst er uklar. Man har spekuleret i, at det kan være en henvisning til grundlæggeren af Mark Brandenburg, Albrecht "Bjørnen" (Albrecht Bär). Våbenmotivet har også været forklaret som en tolkning af byens navn, men det er mindre sandsynligt da navnet højst sandsynligt stammer fra ordet brl, et slavisk ord som betyder myr. Bjørnen ses første gang i et segl fra 1280. Gennem historien er det optrådt i forskellige kombinationer med Preussens og Brandenburgs ørne. Først i 1800-tallet blev bjørnen byens våben frem for den brandenburgiske ørn.
Berlins flag viser bjørnen på en hvid baggrund med en rød stribe over og under. Flaget forekommer i to varianter. Byens ordinære flag, det som Berlins indbyggere frit må hejse, har bjørnen stående frit i det hvide felt. Delstatsflaget, som byens offentlige myndigheder bruger, har bjørnen i et kronet våbenskjold. Flagene blev officielt indført i 1954.
Distrikterne i Berlin har egne våben og flag. Våbnene er særegne for hver enkelt af de tolv distrikter, men de har alle en murkrone, hvor skjoldet med bjørnen indgår.

### Administrative distrikter
Berlin har siden 2001 været opdelt i tolv administrative distrikter (tysk: Bezirke), der alle har egne borgerrepræsentationer. Det største distrikt befolkningsmæssigt er Pankow i nordøst med 409.335 (2020) indbyggere, mens det arealmæssigt største er det sydøstlige distrikt Treptow-Köpenick, der strækker sig over 168 km² – mere end otte gange så meget som Friedrichshain-Kreuzberg. Indtil reformperioden fra 1998-2001 bestod byen af treogtyve distrikter, der gik tilbage til inddelinger fra før Berlinmurens fald i 1989, hvor Vestberlin var inddelt i tolv og Østberlin i elleve distrikter.
| Distrikter                 | Indbyggere pr. 31. november 2023 | Areal i km² |
| -------------------------- | -------------------------------- | ----------- |
| Charlottenburg-Wilmersdorf | 343.081                          | 64,72       |
| Friedrichshain-Kreuzberg   | 293.454                          | 20,16       |
| Lichtenberg                | 311.881                          | 52,29       |
| Marzahn-Hellersdorf        | 291.948                          | 61,74       |
| Mitte                      | 397.134                          | 39,47       |
| Neukölln                   | 330.017                          | 44,93       |
| Pankow                     | 424.307                          | 103,01      |
| Reinickendorf              | 268.792                          | 89,46       |
| Spandau                    | 257.091                          | 91,91       |
| Steglitz-Zehlendorf        | 310.446                          | 102,50      |
| Tempelhof-Schöneberg       | 355.868                          | 53,09       |
| Treptow-Köpenick           | 294.081                          | 168,42      |

## Geografi
Berlins rådhus´ nøjagtige geografiske placering er 52° 31' 6" nordlig bredde og 13° 24' 30" østlig længde. Den største længde i øst-vestlig retning er ca. 45 km, den største udstrækning i nord-sydlig retning er cirka 38 km. Byens areal er på cirka 892 km². Berlin er helt omgivet af delstaten Brandenburg og ligger i det østlige Tyskland, blot 70 km vest for grænsen til Polen.
Berlins centrum befinder sig i et istid-præget landskab mellem højderyggene Barnim nordøst for Berlin og Teltow sydvest for Berlin som en del af det større område der kaldes Berlin Urstrømsdal. Landskabet omkring Berlin blev dannet i den yngste del af den sidste istid, Weichselistiden. For cirka 20.000 år siden var området omkring Berlin dækket af flere hundrede meter indlandsis. Da isen omkring Berlin begyndte at smelte for cirka 18.000 år siden opstod den urstrømsdal som Berlin befinder sig i.
Den historiske og ældste del af Berlin ligger ved det smalleste og dermed mest farbare sted af denne dal, som Spree følger i øst-vestlig retning. Spree gennemløber dermed det meste af Berlin.
I det vestlige distrikt Spandau munder Spree ud i Havel, der løber fra syd mod nord. Havel som oprindeligt var en istidsrende danner de store søer Tegeler See og Grosser Wannsee vest for Berlin.
I dag er Berlin vokset ud over urstrømsdalen, så store dele af byen nu breder sig ud over højderyggene Barnim og Teltow.
Det højeste punkt i Berlin er Grosse Müggelberg med 115,4 m.o.h. i distriktet Treptow-Köpenick. Det næsthøjeste, Teufelsberg 114,7 m.o.h. i Charlottenburg-Wilmersdorf, består af ruinaffald fra bombardementerne i Berlin under 2. verdenskrig. De laveste punkter er Havel-søerne i vest med 32 m.o.h.

### Klima
Berlin ligger i en tempereret klimazone. Den årlige gennemsnitstemperatur ligger på 8,9 °C og den årlige nedbørsmængde er på 581 mm. De varmeste måneder er juli og august med 18,5 hhv. 17,7 °C, og de koldeste måneder er januar og februar med -0,6 hhv. -0,3 °C i gennemsnitstemperatur. Den mest regnfyldte måned er juli med gennemsnitligt 70 mm og den tørreste måned er marts med gennemsnitligt 31 mm.
| Vejr for Berlin         | Vejr for Berlin | Vejr for Berlin | Vejr for Berlin | Vejr for Berlin | Vejr for Berlin | Vejr for Berlin | Vejr for Berlin | Vejr for Berlin | Vejr for Berlin | Vejr for Berlin | Vejr for Berlin | Vejr for Berlin | Vejr for Berlin |
|                         | Jan             | Feb             | Mar             | Apr             | Maj             | Jun             | Jul             | Aug             | Sep             | Okt             | Nov             | Dec             | År              |
| ----------------------- | --------------- | --------------- | --------------- | --------------- | --------------- | --------------- | --------------- | --------------- | --------------- | --------------- | --------------- | --------------- | --------------- |
| Gennemsnitlig maks °C   | 3               | 4               | 9               | 13              | 19              | 22              | 24              | 24              | 19              | 13              | 7               | 4               | 13              |
| Gennemsnitlig min °C    | −2              | −2              | −1              | 4               | 9               | 12              | 14              | 14              | 11              | 6               | 2               | 0               | 6               |
| Gennemsnitlig nedbør mm | 42              | 33              | 41              | 37              | 54              | 69              | 56              | 58              | 45              | 37              | 44              | 55              | 571             |
| Kilde: worldweather.org |                 |                 |                 |                 |                 |                 |                 |                 |                 |                 |                 |                 |                 |

### Natur
I Berlin er omkring 18 procent af byarealet skov. Byskoven udgør 29 hektar og er den største i Tyskland. Den mest kendte skov er Grunewald i vest, hvor der ligger en række søer kendt som Grunewaldseenkette, og som grænser op mod floden Havel.
Großer Wannsee er en stor sø i Berlin, som krydses af floden Havel. Søen udgør 260 hektar. Området ved Wannsee er et af de mest eksklusive boligområder i Berlin.
Müggelsee er den største af søerne i Berlin, og omfatter 7,4 km². Søen og Müggelberge, som udgør det højeste punkt i Berlin, opstod under tidsperioden pleistocen.
Großer Tiergarten er en 212 hektar stor park i bydelen Tiergarten midt i Berlin. Navnet betyder "store dyrehave" og hentyder til de vildsvin og det råvildt, som det prøjsiske aristokrati gik på jagt efter.

## Demografi
Berlin har i dag en befolkning på godt 3,6 millioner indbyggere (2020), hvilket gør byen til klart den største by i Tyskland, større end den næststørste Hamburg og tredjestørste München tilsammen. Metropolregionen, som også omfatter områder i delstaten Brandenburg, har omkring 4,5 millioner indbyggere.
Frem til midten af 1600-tallet var Berlin sparsomt befolket, men efter trediveårskrigens hærgen var ophørt, begyndte byen at vokse. Især takket være kurfyrst Frederik Vilhelm af Brandenburgs immigrationspolitik øgedes befolkningen fra omkring 6.000 i 1648 til 57.000 i 1709. Eftersom det hovedsageligt var huguenotter som slog sig ned i byen har mange af Berlins indbyggere stadig den dag i dag franske aner. Omkring 1800 mener man at op i mod 20 % af befolkningen var fransktalende. Byen passerede 100.000 indbyggere i 1740 og milliongrænsen blev nået i 1875.
Gennem Stor-Berlin-lovene i 1920 øgedes befolkningen til omkring 4 millioner, da mange af de efterhånden sammenvoksede forstæder nu også blev talt med. Under anden verdenskrig faldt befolkningen på grund af civile og militære tab og flugt. Sidenhen har befolkningstallet ligget forholdsvis konstant på mellem 3,1 og 3,5 millioner.
Berlin har altid taget imod en del immigranter. Efter huguenotterne i 1600-tallet fulgte i 1800-tallet mange østeuropæere. Efter anden verdenskrig kom mange gæstearbejdere fra især Sydeuropa, særligt Italien og Tyrkiet til Vestberlin, og fra Vietnam til Østberlin.
Ovenikøbet kommer mange tyskere fra andre dele af Tyskland til Berlin på grund af byens kulturelle og politiske betydning. Under den kolde krig var indbyggerne i Vestberlin fritaget for værnepligt, og mange medlemmer af 68-bevægelsen søgte til byen på grund af dens liberale samfundsklima.
Distriktet Kreuzberg fik efterhånden den største tyrkiske befolkning udenfor Tyrkiet, og er kendt for sit særprægede folkeliv, sine lave boligpriser og sin alternative kultur. I alt bor der 200.000 mennesker med tyrkisk baggrund i Berlin, hvilket gør distriktet til et område med den største koncentration af tyrkere udenfor Tyrkiet.
Berlin er især kendetegnet af en enorm befolkningsudskiftning. Siden genforeningen har 1.7 mio. indbyggere forladt byen, mens 1.8 mio. andre er kommet til. Op til i dag har Berlin en befolkningsudskiftning langt højere end det gennemsnitlige. Alene i år 2004 flyttede 115.267 til Berlin, heraf 42.063 fra udlandet. På samme tid forlod 113.581 indbyggere byen, heraf 31.244 til udlandet.
.

### Sprog
Tysk er det officielle og mest talte sprog i Berlin. Den lokale dialekt i Berlin kaldes "Berlinisch" og er distinkt anderledes end den omkransende regionale Brandenburger-dialekt. Dialekten er som hovedstadsdialekt præget af mange forskellige påvirkninger både fra regionale dialekter i Tyskland, men også fra udenlandske indbyggere. Således er Berlinisch blevet påvirket af en lang række af de forskellige folkeslag, der er flyttet til byen i tidens løb, fransk, flamsk, jiddisch og senest tyrkisk.

### Religion
Af byens 3,4 millioner indbyggere er 22,3 % protestanter, 9,1 % katolikker, 2,7 % tilhængere af andre kristne konfessioner, 6,2 % muslimer og 0,6 % tilhængere af andre religioner. Hele 59 % er officielt konfessionsløse, hvilket anses for at være det højeste tal i den vestlige verden (2007). Størstedelen af de officielt konfessionsløse har protestantisk oprindelse, da det især var i det ikke-religiøse tidligere protestantiske DDR, hvor mange vendte protestantisme og religion ryggen.
Berlin er sæde for et protestantisk bispedømme, som tilhører Evangelische Kirche Berlin-Brandenburg-schlesische Oberlausitz. Endvidere er byen sæde for et katolsk ærkebispedømme. Som reaktion på tvangsforeningen af den lutherske kirke og den reformerte (calvinistiske) tradition opstod i 1800-tallet Selbständige Evangelisch-Lutherische Kirche, også kaldet "den gammellutherske kirke". Fra 1800-tallet har også baptister været repræsenteret i Berlin, og er med sine 36 menigheder den største frikirke i hovedstaden. De driver også flere diakonale institutioner.
Berlins jødiske menighed, som blev grundlagt i 1671, har ca. 12.000 medlemmer, men antallet af personer med jødisk oprindelse er nok større. Byen har 11 synagoger og flere andre jødiske institutioner, bl.a. to rituelle bade, Jüdisches Krankenhaus Berlin (det jødiske hospital i Berlin), jødisk museum, jødisk gymnasium og Jüdischer Friedhof Berlin-Weißensee, den største jødiske gravplads i Europa. Berlin har den hurtigst voksende jødiske befolkning i verden udenfor Israel, efter at et stort antal jøder fra de tidligere sovjetrepublikker har valgt at slå sig ned i byen efter kommunismens sammenbrud.
Den islamiske menighed blev grundlagt i 1922. Byens ældste moské blev bygget mellem 1923 og 1925 i Wilmersdorf. Berlin har endvidere to buddhistiske templer og en voksende dansk menighed.

## Økonomi
I 2017 udgjorde Berlins bruttonationalprodukt 136,6,3 mia. €, mens det i delstaten Brandenburg var 69,1 mia. € med en befolkning på 2/3 af Berlins.
Hvis man sammenligner Berlins bruttonationalprodukt pr. indbygger med andre regioner i EU (EU-27: 100) opnår Berlin et indeks på 118, Brandenburg 89 og Tyskland samlet set 124 (2016).
Over 80 % af Berlins virksomheder hører til i den tertiære sektor. Berlins arbejdsløshed er med 7,9 % i september 2018 stadig over landsgennemsnittet.
I 1999 var Berlin (Tyskland) med til at grundlægge Eurozonen.

### Medier
Berlin er hjemsted for mange medievirksomheder, såvel lokale, nationale som internationale.
Den offentligt ejede radio- og tv-station Rundfunk Berlin-Brandenburg har sit hovedsæde i byen ligesom de kommercielle tv-stationer MTV Germany, TV.Berlin og Welt har det. Den internationale tyske broadcaster Deutsche Welle har ligeledes sin produktion placeret i Berlin. Derudover har de fleste nationale kanaler et studie i byen. Endelig findes der adskillige kommercielle lokalradioer, bl.a. Hundert,6 og Berliner Rundfunk 91,4.
Berlin har Tysklands største udvalg af aviser med ikke mindre end tre lokale dagblade (Berliner Morgenpost, Berliner Zeitung og Der Tagesspiegel) og tre lokale tabloidaviser (Berliner Kurier, B.Z. samt en lokal udgave af Bild). Derudover har en lang række nationale aviser af forskellig politisk observans hovedsæde i byen – f.eks. Die Welt, Junge Welt, Neues Deutschland og Die Tageszeitung. Flere ugeaviser, eks. Junge Freiheit, udgives også fra Berlin. Der udgives desuden tre magasiner, der fokuserer på hovedstadens tilbud indenfor kultur og underholdning – tip og 030, der kommer hver 14. dag og det engelsksprogede Exberliner, der kommer månedligt – og som er byens eneste engelsksprogede publikation.
Berlin rummer desuden hovedsæderne for tre af de største bladhuse og udgiverselskaber Tyskland: Springer Nature, Walter de Gruyter og Axel Springer Verlag. Sidstnævnte udgiver også Tysklands største tabloidavis, Bild.
Også indenfor film er Berlin en vigtig by. Over 1.000 film og tv-produktionsselskaber har hjemme i byen, der har over 270 biografer. Over 300 nationale og internationale co-produktioner filmes i byen hvert år. Et af verdens ældste filmstudier, Studio Babelsberg, ligger i Potsdam tæt ved Berlin. Byen er desuden hjemsted for Det Europæiske Filmakademi, ved Potsdamer Platz ligger Filmmuseum Berlin, og Berlin er hvert år værtsby for den internationale filmfestival Berlinalen.

### Turisme
Berlin er en af de mest besøgte storbyer i verden. I 2001 kunne byen notere sig 11 millioner overnatninger. Siden da er tallet takket være udvidelse og nybygning af hoteller vokset, så der i 2016 kunne noteres 30,1 millioner overnatninger fordelt på 12,7 millioner turister. Byen er dermed efter Paris og London det tredjemest besøgte rejsemål i Europa.
En tredjedel af gæsterne kommer fra udlandet. Hovedattraktionerne er for turisterne den specielle mangefacetterede arkitektur, de mange historiske steder, museer, festivaler, natteliv og gode indkøbsmuligheder.

### Detailhandel
En kendt handelspromenade i Berlin er Kurfürstendamm med mange hoteller, forretninger og restauranter. Gaden lå i Vestberlin og fik sit nuværende udseende i tiden under delingen af byen. Den ødelagte Kaiser-Wilhelm-Gedächtniskirche markerer boulevardens østlige ende. Kirkens tårnruin er bevaret, og der er bygget en ny kirke ved siden af, den går spottende under betegnelsen "Pudderdåsen", på grund af dens lidt specielle udseende.
I østlig retning går Kurfürstendamm over i Tauentzienstraße, hvor KaDeWe (Kaufhaus des Westens), Europas største varehus og kendt for sit eksklusive udvalg, ligger. Her ligger også det såkaldte Europa-Center, bygget mellem 1963 og 1965. Bygningen med 22 etager indeholder en række forretninger, restauranter, kontorer og en udsigtsplatform. I nordøstlig retning ligger Berlins største park, Tiergarten.
Hackesche Höfe er et kompleks af 8 sammenhængende indre baggårde, der er beliggende i Spandauer Vorstadt ved Hackescher Markt i bydelen Mitte i Berlin. Kvarteret er i løbet af de seneste år blevet et meget trendy område i Berlin med en række små butikker, restauranter og gallerier. 

## Infrastruktur
Som hovedstad i en af Europas største stater, og som en af de mest betydende storbyer på kontinentet, byggede man i Berlin allerede fra slutningen af det 19. århundrede et særdeles omfangsrigt transportsystem. Efter opførelsen af Berlinmuren i 1961 blev byens transportnet skåret over i to dele, der betjente respektive den vestlige og den østlige del af byen. I tiden for den kolde krig blev U-bahn-nettet udbygget i Vestberlin, mens man i Østberlin satsede på sporvognstrafik. Dette ser man stadig tydeligt i dag.
Berlin har i dag et af Europas største og mest komplette offentlige transportnet, hvor 15 S-togs-linjer, ni undergrundsbanelinjer, 23 sporvognslinjer, seks færgelinjer langs Spree og Havel samt 150 buslinjer muliggør en meget hurtig rejsetid overalt i Berlin. Den 26. maj 2006 blev Berlins nye hovedbanegård indviet.

### Kollektiv trafik
Den kollektive trafik i Berlin består af S-Bahn (331,5 km længde/ 375,8 millioner passagerer i 2006) – som bestyres af S-Bahn Berlin GmbH – af U-Bahn (144,2 km / 456,8 mio. passagerer), Straßenbahn (187,7 km / 171,3 mio. passagerer), bus (1.626 km / 407,1 mio. passagerer), samt et antal flodfærger bestyret af Berlins Trafikadministration BVG.
S-Bahn er for størstepartens vedkommende et overjordisk jernbanenet, mens U-Bahn er byens undergrundsjernbanesystem. Dog kører de nord-sydlige S-Bahn som undergrundsbane og store dele af den sydlige U1 kører som overjordisk bane. Også store dele af U5 kører over jorden i de østlige dele af byen.
Sporvognene (Straßenbahn eller tram) er næsten udelukkende i brug i den østlige del af byen, det tidligere Østberlin. Busser betjener passagerer overalt i byen, men tjener hovedsageligt som forbindelse mellem den indre del af byen og de ydre forstæder.
Næsten al kollektiv trafik har samme billetsystem. Og der findes en tredje type af tog der kan bruges indenfor Berlin-Brandenburgs trafikområde, RE-Bahn eller "Regionalbahn". Disse tog standser kun på de største stationer i det centrale Berlin, men hvor S-Bahn ikke findes, standser regionaltogene dog på lidt tættere afstande. De fleste regionaltog kører udenfor den fælles trafikzone Berlin-Brandenburg (ca. 20 km udenfor Berlins by og delstatsgrænse; Umland Berlin), men udenfor dette område er billetterne for det fælles (og i tre zoner inddelte) billetsystem ikke brugbare. Indenfor Berlin kører RE-Bahn flere steder parallelt med S-Bahn, men benytter andre spor. I alt må der findes mindst 4 spor disse steder, som fx på højbanen "Stadtbahn".
Den indre by gennemskæres fra vest mod øst af en hovedjernbanelinje, som benyttes af både S-Bahn og regionale og internationale tog. Denne hovedlinje passerer forbi byens største jernbanestationer, Berlin-Charlottenburg, Berlin Zoologischer Garten, Berlin Hauptbahnhof, Bahnhof Berlin Friedrichstraße, Bahnhof Berlin Alexanderplatz, og Berlin Ostbahnhof.
Den anden del af Berlins jernbanesystem består af en S-Bahn-ring rundt omkring den indre del af byen. Her kører toge i cirkel i hver sin retning. Disse ringtoge stopper ved en lang række kombinerede U-Bahn/S-Bahn stationer. Ringen er forbundet med føromtalte hovedlinje i vest ved stationen Westkreuz og i øst ved stationen Ostkreuz. For regionaltogen findes også en ydre ringbane "Außerring" der dog ikke er helt komplet (2023).
Endelig er der en nord-sydgående jernbanelinje, der forbindes med ringen ved Südkreuz og Gesundbrunnen, to af de største S-Bahn-stationer i Berlin.

### Flytrafik
Berlin havde tre kommercielle lufthavne, Flughafen Berlin-Tegel (TXL) (lukket november 2020), Flughafen Berlin-Tempelhof (THF)(lukket oktober 2008), og Flughafen Berlin-Schönefeld (SXF) (lukket 31. oktober 2020 som selvstændig lufthavn; derefter som terminal 5 del af storlufthavnen Berlin Brandenburg lufthavn), som tilsammen havde 33,0 millioner passagerer fordelt på 165 destinationer i 2016. 120 destinationer var europæiske. Den nye storlufthavn Flughafen Berlin-Brandenburg åbnede syd for byens grænser 31. oktober 2020 (terminal 1) og retsligt 4. november 2020. Den ligger på Flughafen Berlin-Schönefelds tidligere areal mod sydøst i delstaten Brandenburg i kommunen Schönefeld, og er kraftigt udbygget til bl.a. international flytrafik.

### Cyklisme
Berlin har et forholdsvis udviklet net af både egentlige og blot afmærkede cykelstier, men er derudover også tilsluttet en række overnationale cykelstier, her bl.a. en til København. Langs det tidligere murforløb løber Berliner Mauerweg, hvor man også kan cykle.

### Autobahn
Den indre by er omgivet af en komplet Autobahn-motorringvej (A 10, Berlins byring) med en omkreds på ca. 200 km.
Fra A 10 findes afkørsler til følgende motorveje ud af byen:
- A 111 i retning nordvest (Hamburg og Rostock)
- A 113 i retning sydøst (Dresden og Cottbus)
- A 115 i retning sydvest (Hannover og Leipzig)
- A 114 i retning nord (herunder Neubrandenburg, Stralsund og Sassnitz - Bundesstraße 96 og Szczecin (Stettin) i Polen - Motorvej A11)

### Skibsfart
Berlins placering langt inde i landet gør skibstrafikken afhængig af floder og søer som vandveje, som der er en del af i området omkring Berlin. Med kanaler kan flodbåde komme mod vest til Elben, Weser og i sidste ende Rhinen, mod øst er der igennem Oder-Havel-Kanalen forbindelse til Oder op til den polske grænse og derigennem til Østersøen. De fire havneanlæg i byen har nok varetransport til at gøre Berlin til den næststørste indenlandske havn i Tyskland.

## Kultur
Berlin er kendt vidt omkring for dens talrige kulturinstitutioner, hvoraf mange er verdenskendte, og dens meget varierede kulturudbud. Især i 1920'erne var byen et af hovedcentrene for europæiske kultur med en for tiden meget vovet og udfordrende kulturscene. Efter nazisternes magtovertagelse blev der sat en brat stopper for dette. Først efter genforeningen i 1990 er kulturscenen i Berlin igen blomstret op, men det er sket i et imponerende tempo.
- Berlinalen
- Hansa Studio
- Berliner Pfannkuchen
- European Film Academy

### Teatre og opera
Berlins teaterliv er berømt for sin store variation mellem de store nationale scener, og de mindre helt skæve avantgarde-teatre. Dets image fra 1920'ernes Berlin, hvor byen var trendsættende inden for især teatergenren, er i nogen grad bevaret op til i dag, hvor mange teaterkendere tit kigger på Berlins udvikling som teaterby for at pejle sig frem til det nyeste inden for teaterverdenen.
De mest berømte teatre i Berlin er Berliner Ensemble, Volksbühne, Schaubühne am Lehniner Platz, Theater des Westens, Renaissance-Theater, Deutsches Theater Berlin, Maxim-Gorki-Theater, GRIPS-Theater samt Friedrichstadt-Palast.
I Berlin findes tre operahuse: Staatsoper Unter den Linden, Deutsche Oper Berlin og Komische Oper. Det ældste og mest traditionsrige er operahuset Unter den Linden, der har budt på opera siden 1741. Komische Oper åbnede i 1892 først som teater og ligger i umiddelbar nærhed af Statsoperaen. Deutsche Oper åbnede i 1912 i Charlottenburg. Det var det eneste operahus i Vestberlin under delingen af byen 1961-1989.

### Natteliv og festivaler
En stor andel af Berlins befolkning består af unge mennesker, og det er måske grunden til, at Berlin er en af de europæiske byer med det mest aktive natteliv.
Efter murens fald i 1989 blev mange bygninger i det tidligere Østberlin midlertidigt forladt, mange af disse bygninger havde ikke været renoveret siden 2. verdenskrig. Unge benyttede lejligheden til at besætte disse bygninger, og ud af dette kom et væld af forskellige undergrundsaktiviteter fx nogle af de større natklubber Kunst Haus Tacheles, og techno-klubber som Tresor, WMF, Ufo, E-Werk, den berømte Kitkatclub samt Berghain.
Karneval der Kulturen er en multietnisk gadeparade, som fejres hvert år ved pinse, og CSD (Christopher Street Day) er Europas største homoseksuelle begivenhed, der fejres hvert år den sidste weekend i juni, og den støttes åbent af bystyret. En af de mest berømte gadefester var udendørs techno-fest Loveparade midt i juli (1989-2006), hvor omkring en million feststemte mennesker på diverse rusmidler festede igennem i Berlins centrum, hovedsageligt i den store park Tiergarten.
Udover disse karnevaller og fester så afholdes der i Berlin hvert år den store filmfestival Berlinalen, hvor der uddeles en guld- og sølvbjørn (bjørnen er Berlins vartegn. Desuden er der kulturfestivalen Berliner Festspiele samt jazzfestivalen JazzFest Berlin.
Berlin anses for at være en slags europæisk hovedstad for homoseksuelle, biseksuelle og transkønnede. Ifølge mange guider, har Berlin det højeste antal homo-barer af alle verdens byer. Det største homo-kvarter ligger ved U-Bahn-stationen Nollendorfplatz i Schöneberg i den vestlige del af Berlin. I Rollbergstraße finder man en af byens mest kendte homoklubber Schwuz.
I Kreuzberg ligger den populære Club Culture House og SO36. 

### Museer
Berlin råder over et stort antal museer, hvoraf nogle af dem verdensberømte.; Især er det værd at bemærke den såkaldte Museumsinsel (museumsøen) beliggende i den nordlige del af Spree-øen. Museumsøen blev dannet på kongelig ordre i 1841. Ifølge denne forordning skulle den nordlige del af Spree-øen omdannes til et "område viet til kunsten og oldtidskundskaben". Kort efter blev Altes Museum og Neues Museum, og i 1876 kom også Alte Nationalgalerie et af de flotte museer på øen.
Også Pergamon Museum, med Pergamonaltret, befinder sig på øen.
Museumsøen er blevet optaget på UNESCO's Verdensarvsliste.
Efter murens fald i 1989 og genforeningen året efter lagde man Øst- og Vestberlins samlinger sammen og delte dem ud på tre forskellige museumscentre, den førnævnte Museumsinsel, Kulturforum Tiergarten og det i Vestberlin placerede Museumszentrum Dahlem.
Jüdisches Museum Berlin er et kæmpestort forholdsvis nyt museum, der beskæftiger sig med jøderne historie i Tyskland. Det imponerende bygningsværk er tegnet af den verdensberømte arkitekt Daniel Liebeskind.
Andre nyere museer er DDR-Museum ved katedralen og miniaturebyen Loxx på øverste etage i indkøbscentret Alexa ved Alexanderplatz.
Blandt de mange andre museer er Filmmuseum Berlin på Potsdamer Platz og Museum für Naturkunde, som er et af verdens største naturhistoriske museer med blandt andet verdens mest komplette dinosaur-skelet; foruden et fossil af Archaeopteryx lithographica.

### Arkitektur
Brandenburger Tor (Brandenburg-porten) blev bygget af Johann Gottfried Schadow mellem 1788 og 1791, og er Berlins varemærke. Den er inspireret af propylæerne på Akropolis i Athen, og er kronet med sejrsgudinden Victoria. Porten udgør den vestlige ende af gaden Unter den Linden, som fører til Museumsinsel i Spree og Berliner Dom. Under den kolde krig lå Brandenburger Tor i Østberlin, blot få meter fra grænsen mellem vest og øst.
I nærheden af Brandenburger Tor ligger Rigsdagsbygningen, Kanzleramt og Schloss Bellevue.
I samme område ligger Staatsoper Unter den Linden, bygget i rokokostil i 1743, det preussiske statsbibliotek, bygget 1774–1780, det barokke tøjhuset i Berlin, bygget 1695–1706 efter plan af Andreas Schlüter, og den katolske kirkes hovedkirke i Berlin, St. Hedwigskatedralen, bygget 1747–1773. Französischer Dom på Gendarmenmarkt var i 1600-tallet midtpunktet i det franske kvarter. Humboldt-Universität zu Berlin ligger også ved Unter den Linden.
Oranienburger Straße omfatter bl.a. den kendte Neue Synagoge, bygget 1866, og Fotografiska. I østlig retning ligger byens ældste jødiske gravplads. Den mere berømte jødiske gravplads i Berlin-Weissensee er den største jødiske gravplads i Europa.
Øst for Spreeinsel ligger Alexanderplatz, med talrige forretninger og restauranter. Alexanderplatz var den gamle Østberlins centrum og hovedplads. I umiddelbar nærhed ligger Fernsehturm, med 368 meter Tysklands højeste bygning. Der ligger også den gotiske Marienkirche og Rotes Rathaus, sæde for byregeringen i Berlin. To statuer, en mandlig og en kvindelig, med blikket rettet mod rådhusindgangen, skal minde om alle ruinerne efter krigen.
I den østlige del af Berlins centrum er også den gamle bydelen Prenzlauer Berg en stor seværdighed. Det samme gælder forretningsgaderne Schönhauser Allee og Kastanienallee.
Humboldt-Forum udstiller de ikke-europæiske samlinger tilhørende Staatliche Museen zu Berlin, Stiftung Preußischer Kulturbesitz' kunstsamlinger, Humboldt-universitetets videnskabelige samlinger og dele af Staatsbibliothek zu Berlins samlinger.
Potsdamer Platz er et trafiknudepunkt i Berlins centrum, og her mødes flere store gader, undergrundslinjer og s-togslinjer. Pladsen blev anlagt af kong Frederik Vilhelm 1. af Preussen i 1741. Frem til 1940 var Potsdamer Platz den travleste plads i hele Europa. Efter krigen lå den i ruiner og blev delt af muren. Efter genforeningen fik pladsen hurtigt ny liv, og der er nu bygget en række nye bygninger, bl.a. mange forretninger og restauranter. Med en markering på bakken vises hvor muren engang gik.
Berlin har en række slotte, deriblandt Schloss Charlottenburg, et barokt repræsentationsslot for Hohenzollerne bygget fra 1695, med en betydelig malerisamling. Andre slotte omfatter Zitadelle Spandau, Schloss Schönhausen og det klassicistiske Schloss Tegel, tidligere hjemsted for naturforskeren og geografen Alexander von Humboldt.
Udenfor Berlin, i nabobyen Potsdam, ligger det verdensberømte slotsanlæg Sanssouci. Her finder man også «Tysklands Hollywood», Babelsberg.

### Sport
Der findes talrige sportsklubber i Berlin. En del af disse er professionelle klubber, som deltager i nationale tyske turneringer på højt plan.
Berlin er hjemby for Hertha BSC, et fodboldhold i Bundesligaen. Berlin er også hjemby for et andet fodboldhold nemlig 1. FC Union Berlin. ALBA Berlin er et basketballhold, som har vundet det nationale mesterskab alle årene fra 1997 til 2003.
Berlin skulle have arrangeret olympiske sommerlege i 1916, men dette blev aflyst på grund af krigen. Byen arrangerede imidlertid sommerlegene i 1936, der dog blev præget af den nazistiske propaganda. I 2006 blev finalen i verdensmesterskabet i fodbold spillet i Berlin. Berlin Marathon og atletikstævnet ISTAF finder også årligt sted i Berlin. Det samme gør en af verdens ældste tennisturneringer for kvinder (German Open). 
| Klub                     | Sportsgren | Grundlagt | Liga          | Hjemmebane                     |
| ------------------------ | ---------- | --------- | ------------- | ------------------------------ |
| Hertha BSC               | Fodbold    | 1892      | Bundesliga    | Olympiastadion                 |
| 1. FC Union Berlin       | Fodbold    | 1966      | Bundesliga    | Stadion An der Alten Försterei |
| ALBA Berlin              | Basketball | 1991      | BBL           | Mercedes Benz Arena            |
| Eisbären Berlin          | Ishockey   | 1954      | DEL           | Mercedes Benz Arena            |
| Berlin Recycling Volleys | Volleyball | 1911      | DVB           | Max-Schmeling-Halle            |
| Füchse Berlin            | Håndbold   | 1891      | 1. Bundesliga | Max-Schmeling-Halle            |

## Forskning og uddannelse
Berlin er hjemsted for en lang række velrenommerede videnskabs- og forskningsinstitutioner. I alt ca. 195.000 studerende (2018/19) har deres daglige gang på byens fire universiteter, fire kunstakademier, syv produktionshøjskoler og 12 privatejede højere læreanstalter.
Alene de fire universiteter i Berlin havde i 2020 110.000 studerende, fordelt på Humboldt-Universität zu Berlin med omkring 44.000 studerende, Freie Universität Berlin med omkring 38.000 studerende, Technische Universität Berlin med omkring 33.000 studerende samt Universität der Künste Berlin med ca. 4.300 studerende.
De medicinske fakulteter Charité for Freie Universität Berlin og Humboldt-Universität zu Berlin blev i 2003 lagt sammen, og har siden da været det største medicinske fakultet i Europa. Freie Universität Berlin og Humboldt-Universität zu Berlin hører endvidere til en af Tysklands blot 11 eliteuniversiteter.
Årligt tilflyder der vidensmiljøet i Berlin 1,8 milliarder Euro, over 13 procent af tyske patenter kommer fra dette videnskabs- og forskningsmiljø, der beskæftiger over 50.000 tusinde undervisere, forskere og ansatte.

## Kendte bysbørn
- Alexander von Humboldt (14. september 1769 – 6. maj 1859 i Berlin) var universalgeni.
- Franziska van Almsick (født 5. april 1978) er tidligere topsvømmer, verdens- og europamester.
- Guido Buchwald (født 24. januar 1961) er tidligere fodboldspiller og verdensmester i 1990.
- Herbert Marcuse (19. Juli 1898 – 29. Juli 1979), tysk-amerikansk sociolog og filosof.
- Joachim Fest (8. december 1926 – 11. september 2006) var historiker, journalist og forfatter.
- Jürgen Prochnow (født 10. juni 1941) er skuespiller.
- Liv Lisa Fries (født 31. oktober 1990) er skuespiller.
- Marlene Dietrich (27. december 1901 – 6. maj 1992 i Paris) var skuespiller og sanger.
- Max Riemelt (født 7. januar 1984) er tysk skuespiller
- Nina Hagen (født 11. marts 1955) er Punk-sangerinde.
- Sonja Gerhardt (født 2. april 1989) er skuespiller.
- Thomas Häßler (født 30. maj 1966) er tidligere fodboldspiller og verdensmester i 1990.
- Jérôme Boateng (født 3. september 1988) er tidligere fodboldspiller og verdensmester i 2014.